# آنی لا فلور
آنی لا فلور (انگلیسی: Annie La Fleur؛ زادهٔ ۳ نوامبر ۱۹۶۹) ورزشکار بسکتبال اهل استرالیا است.
وی در مسابقات کشوری و بین‌المللی در مجموع برندهٔ ۱ مدال نقره، ۲ مدال برنز شده‌است.